# Liste der Nummer-eins-Hits in den Niederlanden (1968)
Diese Liste enthält alle Nummer-eins-Hits in den Niederlanden im Jahr 1968. Es gab in diesem Jahr 15 Nummer-eins-Singles.
| Singles |
| --- |
| - The Beatles – Hello, Goodbye - 4 Wochen (16. Dezember 1967 – 12. Januar 1968) - The Bee Gees – World - 3 Wochen (13. Januar – 2. Februar) - Toon Hermans – Mien waar is mijn feestneus - 4 Wochen (3. Februar – 1. März) - The Bee Gees – Words - 3 Wochen (2. März – 22. März) - Egbert Douwe – Kom uit de bedstee m'n liefste - 1 Woche (23. März – 29. März) - Esther & Abi Ofarim – Cinderella Rockefella - 4 Wochen (30. März – 26. April) - Cliff Richard – Congratulations - 4 Wochen (27. April – 24. Mai) - The Small Faces – Lazy Sunday - 4 Wochen (25. Mai – 21. Juni) - Blue Cheer – Summertime Blues - 1 Woche (22. Juni – 28. Juni) - Heintje – Ich bau' dir ein Schloß - 10 Wochen (29. Juni – 6. September) - Golden Earring – Dong dong diki digi dong - 1 Woche (7. September – 13. September) - The Beatles – Hey Jude - 7 Wochen (14. September – 1. November) - Heintje: Heidschi Bumbeidschi - 3 Wochen (2. November – 22. November) - The Cats – Lea - 2 Wochen (23. November – 6. Dezember) - Barry Ryan – Eloise - 4 Wochen (7. Dezember 1968 – 3. Januar 1969) |

Siehe auch: Nummer-eins-Hits 1968 in  Australien, Belgien, Deutschland, Finnland, Frankreich, Irland, Italien, Japan, Neuseeland, Norwegen, Österreich, der Schweiz, Spanien, den Vereinigten Staaten und im Vereinigten Königreich.